# Schlosshügel (Koblach)

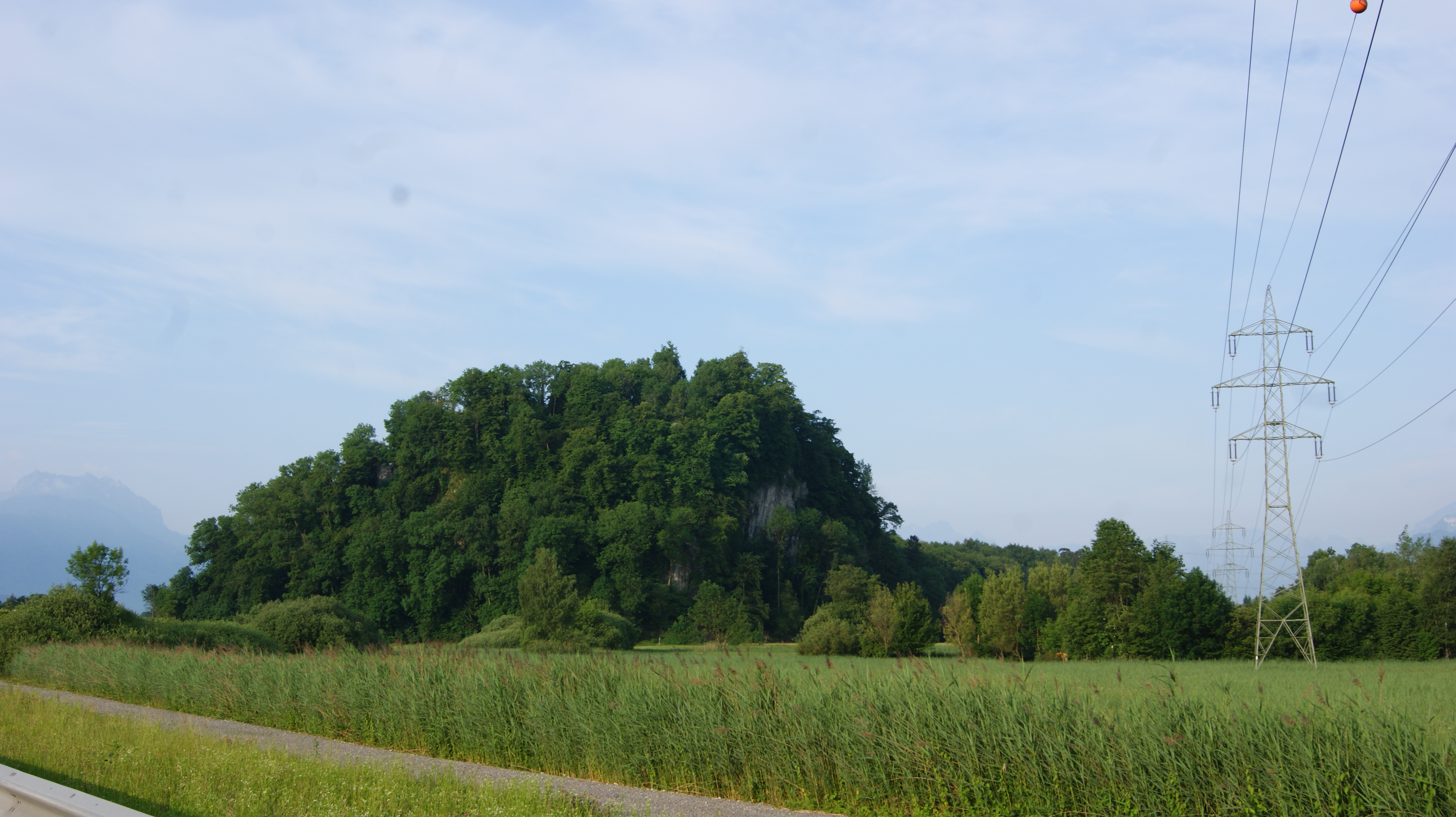
Schloßhügel in Koblach von der Autobahn A14 aus gesehen (Fahrtrichtung Tirol).

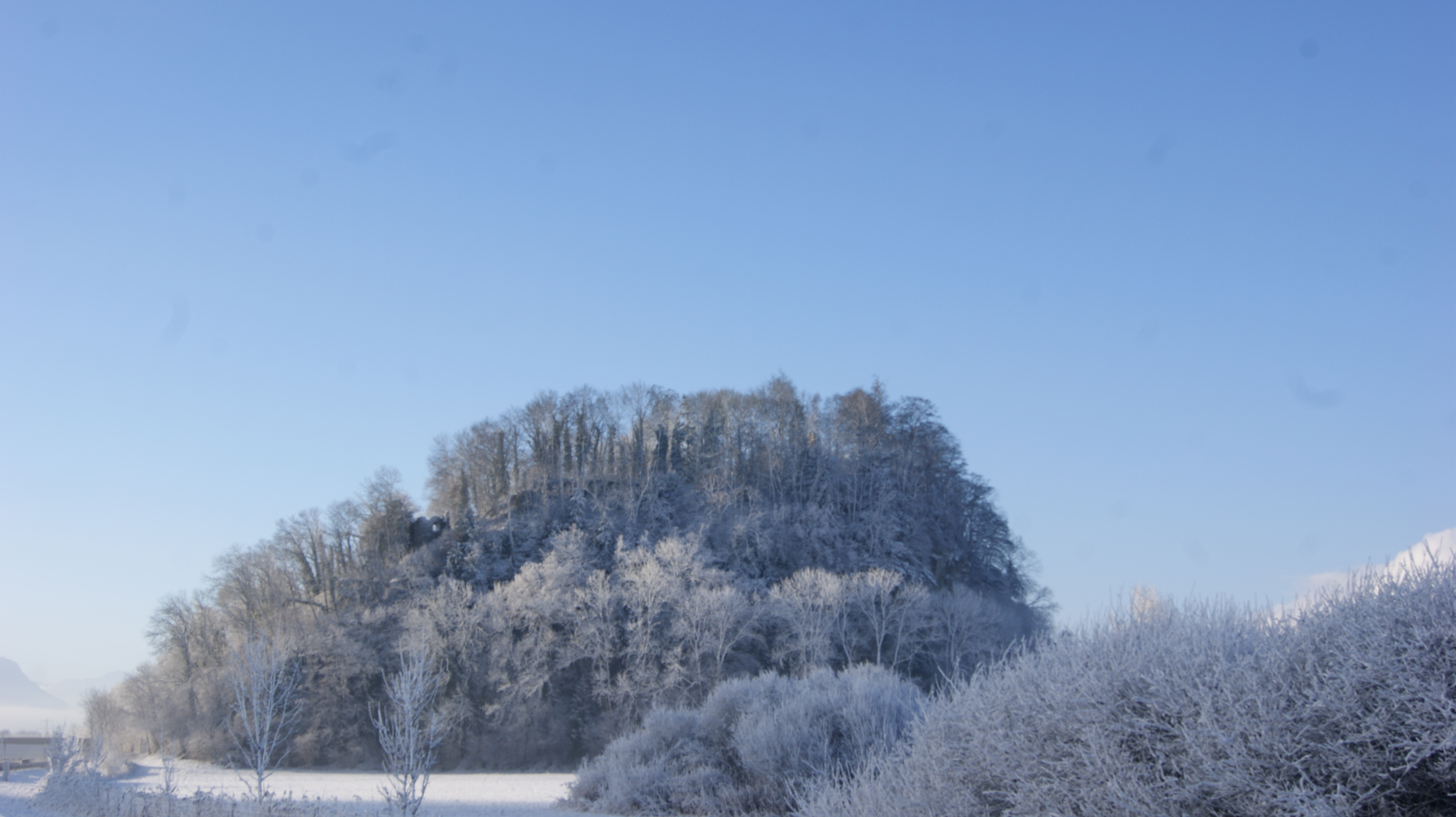
Schloßhügel im Winter 2017.

Der Schlosshügel in Koblach in der Gemeinde Koblach in Vorarlberg (Österreich) ist ein landschaftlich prägender, überwiegend bewaldeter kleiner Inselberg und steht unter Naturschutz. Das Gebiet wurde 1999 durch ein Landesgesetzblatt als Naturschutzgebiet ausgewiesen, stand aber bereits seit 1971 teilweise unter Schutz.

## Namensherleitung

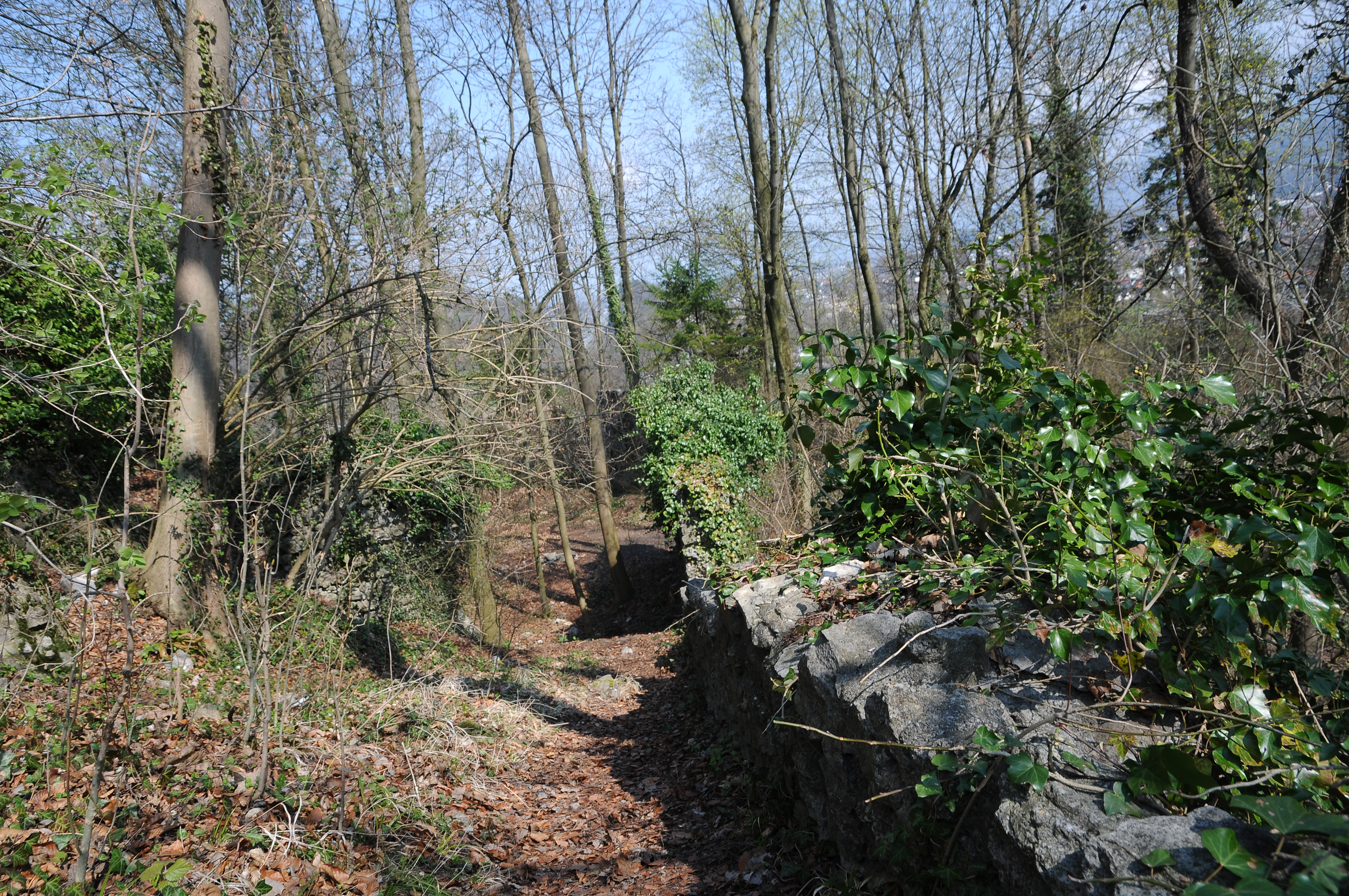
Burgruine Neuburg.

Der Name Schlosshügel leitet sich von der Burgruine Neuburg (umgangssprachlich „Schloss“) ab.

## Geographie, Topographie, Verkehr

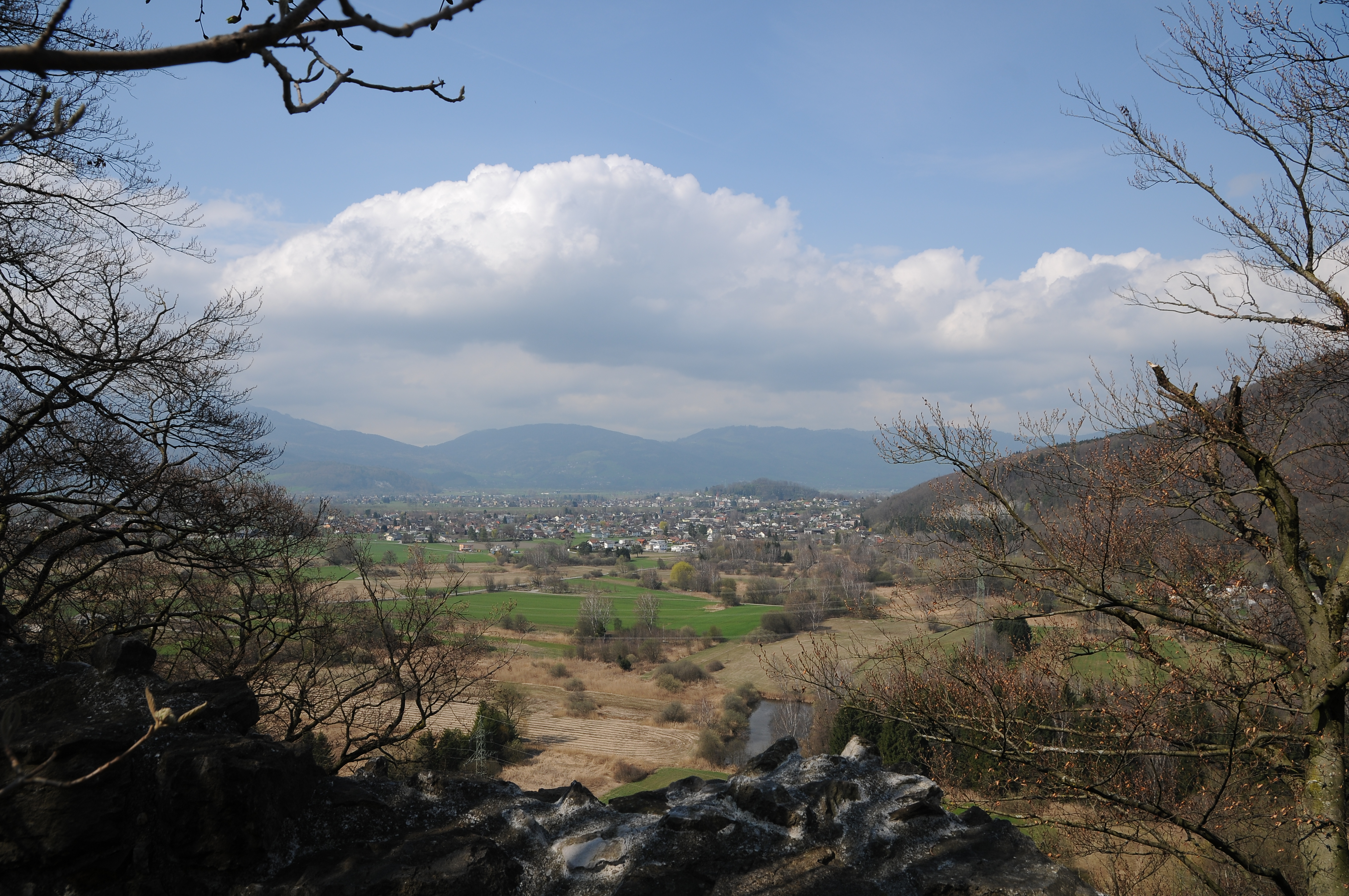
Blick von der Neuburg auf einen kleinen Teil des Rieds.

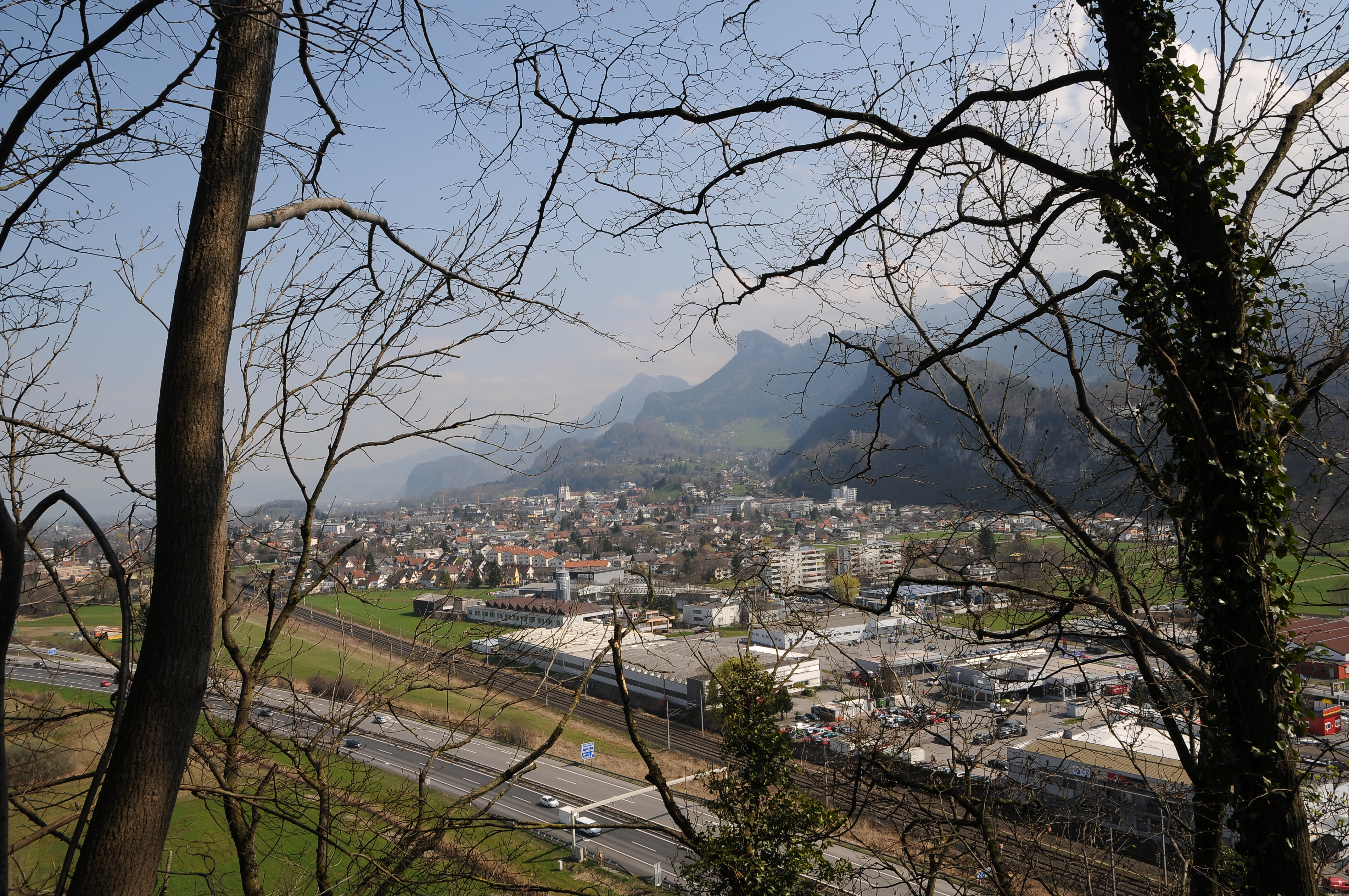
Blick von der Neuburg auf das Industriegebiet und Götzis.

Die Burgruine Neuburg liegt auf dem nördlichen Teil des Schlosshügels. Direkt östlich anschließend an den Schlosshügel führen die Rheintalautobahn (A14/E43/E60) sowie die Landesstraße L190 (früher B190) von Götzis nach Koblach Straßenhäuser vorbei.
Nördlich und westlich unterhalb des Schlosshügels befinden sich Riedgrundstücke und geschützte Biotope. Südlich auf dem Schlosshügel liegt der Schlosswald und darunter beginnen die Siedlungen „Schloßwald“ und  „Straßenhäuser“. Südöstlich befinden sich intensiv genutzte landwirtschaftliche Grundstücke und nordöstlich ein Industriegebiet („Bundesstraße“)
Auf dem Schlosshügel entspringen keine relevanten Gewässer.
Die längste Ausdehnung hat das Naturschutzgebiet von Südwest nach Nordost über etwa 720 m und die maximale Breite beträgt etwa 360 m  (Südost nach Nordwest). Insgesamt umfasst das Naturschutzgebiet etwa eine Fläche von 177.000 m². Das Naturschutzgebiet erstreckt sich über 27 Grundstücke, nicht jedoch solche rings um den Schlosshügel, die bereits landwirtschaftlich genutzt werden bzw. auf denen seit langer Zeit Wohnhäuser bzw. Wirtschaftsgebäude stehen (Grundstück 490 und 427). Das Naturschutzgebiet beginnt auf einer Höhe von etwa 425 m ü. A. (zum Ried) und steigt bis auf etwa 493 m ü. A. (Burgruine Neuburg) an.

## Schutzzweck und Schutzmaßnahmen

### Schutzzweck
Zweck der Errichtung des Naturschutzgebietes ist gemäß § 3 der Verordnung insbesondere,
- den bewaldeten Inselberg, der das Rheintal bei Koblach landschaftsbildlich prägt, in seinem besonderen ästhetischen Reiz zu erhalten und seine Eignung als Naherholungsgebiet zu sichern,
- die natürlichen Waldgesellschaften des Schlosswaldes in ihrer Arten- und Strukturvielfalt zu bewahren, insbesondere den Eichen-Hainbuchen-Mischwald, die Lindenbestände und den wärmegetönten Edellaubholzmischwald, und die Bestände an seltenen heimischen Baumarten als charakteristisches Element des Schlosswaldes zu erhalten.

### Allgemeine Schutzmaßnahmen
Allgemeine Schutzmaßnahmen hierzu sind nach § 4 der Verordnung, dass bei allen Einwirkungen im Naturschutzgebiet darauf geachtet wird, dass Naturschutzgebiet in seinem besonderen ökologischen und landschaftsästhetischen Wert zu erhalten. Dies gilt besonders dann, wenn es darum geht,
- Anlagen wie Gebäude, Sport- und Freizeiteinrichtungen, Straßen und Wege, Ankündigungen oder Werbeanlagen, Leitungen und Einfriedungen zu errichten oder zu ändern,
- Geländeveränderungen vorzunehmen, Bodenabbau zu betreiben und Materialien zu lagern oder abzulagern,
- bisher unbewaldete Flächen aufzuforsten,
- Veranstaltungen mit größeren Menschenansammlungen durchzuführen, akustisch oder optisch störende Geräte zu betreiben, Zelte und Wohnwagen aufzustellen,

weswegen solche Vorhaben gemäß § 4 Abs. 2 der Verordnung einer Bewilligung durch die zuständige Behörde bedürfen, sofern nicht
- die widmungsgemäße Benützung und Instandhaltung rechtmäßig bestehender Anlagen,
- die Nutzung der Grundstücke Nr. 1931 und 1932 für Zwecke der Pfadfinder, soweit dadurch keine akustisch oder optisch störenden Beeinträchtigungen verbunden sind,
- die bisher übliche landwirtschaftlichen Nutzung und die ordnungsgemäße jagdliche Nutzung

damit zusammenhängt.

### Besondere Schutzmaßnahmen zur Erhaltung des Waldes
Als besondere Schutzmaßnahme zur Erhaltung des Waldes wird in § 5 der Verordnung festgelegt, dass der Wald im Naturschutzgebiet besonders pfleglich zu behandeln ist, damit er seinen hohen ökologischen und landschaftsästhetischen Wert behält. Dazu gehört insbesondere, dass
- Kahlschläge unterbleiben,
- nur standortgemäße Baumarten angepflanzt werden (insbesondere keine Fichten, Lärchen und exotische Bäume),
- Eibe, Kirsche und Feldahorn nicht geschlägert werden,
- die in der Verordnung besonders ausgewiesenen Teile des Schutzgebiets nicht forstlich genutzt werden,
- im Linden-Stockausschlagbestand keine Bestandesumwandlung erfolgt,

wobei mit Bewilligung der Behörde von der Waldbehandlung abgewichen werden kann. Eine solche Bewilligung ist nicht erforderlich, wenn im Einvernehmen mit dem forsttechnischen Amtssachverständigen Pflegemaßnahmen durchgeführt werden, die notwendig sind
- aus Sicherheitsgründen oder
- beschränkt auf den unmittelbaren Bereich der Burgruine, um Bauschäden zu vermeiden oder die Sicht auf die Burgruine aufrechtzuerhalten.

## Kritik an der Unterschutzstellung
Weit verbreitet ist die Ansicht, dass dieses Gebiet von etwa 17,7 ha von der Vorarlberger Landesregierung unter Naturschutz gestellt wurde, um die zweite Auflage des Pop- und Lyrikfestivals Flint zu verhindern.